# Magen Dan
Magen Dan,  en hébreu : מגן דן, est un avant-poste israélien, situé à l'ouest de la colonie d'Elkana en Cisjordanie occupée. Administrativement, il fait partie du conseil régional de Shomron, dans le district de Judée et Samarie. Il est fondé en mai 1999 et regroupe une vingtaine de familles.

## Situation juridique
En application de la IVe Convention de Genève dans les Territoires palestiniens, la communauté internationale, considère les colonies israéliennes de Cisjordanie comme illégales au regard du droit international, mais le gouvernement israélien conteste ce point de vue.

## Source de la traduction
- (en) Cet article est partiellement ou en totalité issu de l’article de Wikipédia en anglais intitulé « Magen Dan » (voir la liste des auteurs).